# Andricus dimorphus
 (mars 2021).
Espèce
Synonymes
- Cynips dimorphus
- Adleria dimorpha

Andricus dimorphus est une espèce de « mouche à galles » d'Amérique du Nord appartenant à la famille des Cynipidae. Les galles où vivent ses larves se trouvent par grappes le long de la nervure principale en dessous des feuilles de plusieurs espèces de chênes.

## Distribution
Cette espèce se rencontre dans le centre et dans l'Est de l'Amérique du Nord, partout où ses plantes hôtes sont présentes,,.

## Description
Les hôtes confirmés d’Andricus dimorphus sont plusieurs espèces de chênes blancs d'Amérique du Nord, dont Quercus macrocarpa, Q. alba, Q. prinoides (en) et Q. bicolor,. Des grappes pouvant comprendre jusqu'à 50 galles globulaires, pointues à la base et de couleur rouge-brun, apparaissent à la fin de l'été sous leurs feuilles, le long de leur nervure principale,,. Ces galles se détachent facilement de la feuille, surtout quand elles sont mûres,,. Les adultes en sortent l'année suivante,. Des inquilins et des parasitoïde peuvent habiter les galles.

## Taxonomie
L'espèce a été décrite pour la première fois par William Beutenmüller en 1913 sous le nom  Cynips dimorphus. Selon Clarence Gillette, William Ashmead avait déjà utilisé ce nom en 1889 pour une espèce produisant des galles semblables à celles du Cynips dimorphus de Beutenmüller. L'espèce a été plus tard transférée dans le genre Adleria, lui-même ensuite intégré au genre Andricus.